# Giftschlange
Als Giftschlangen werden Schlangen bezeichnet, die zur Jagd auf Beute und zur Verteidigung Giftstoffe einsetzen. Durch das bei dem Biss injizierte Gift wird das Beutetier getötet oder ein Angreifer zumindest vergiftet. Es gibt weltweit gut 3900 bekannte Schlangenarten. Die Angaben, wie viele davon giftig sind, wechseln, wobei viele davon für Beutetiere, nicht aber für den Menschen gefährlich sind. Giftig sind beispielsweise die kompletten Familien der Giftnattern (Elapidae) und der Vipern (Viperidae) sowie die Erdvipern (Atractaspidinae). Die Reptile Database verzeichnete im Mai 2014 351 Arten der Giftnattern, 321 Arten der Vipern und 22 Arten der Erdvipern. Diese Familien enthalten ausschließlich Giftschlangen. Dazu addieren sich noch diverse weitere giftige Schlangen aus anderen Familien, wie beispielsweise die Boomslang aus der Familie der Nattern; insgesamt kommt man so auf ca. 700 giftige Arten. Die WHO verzeichnet 109 Arten mit hoher medizinischer Bedeutung für Menschen, und weitere 142 Arten mit geringerer oder unklarer Bedeutung, davon die meisten in den Tropen Afrikas und Asiens sowie in Australien. Von den in Deutschland natürlich vorkommenden Giftschlangen hat nur die Kreuzotter eine nennenswerte Bedeutung.

## Beißen und Spucken
Die Giftzähne der Schlangen befinden sich vorn (in den Mund zurückklappbar oder feststehend) oder hinten im Oberkiefer. Die Zähne werden nach einer bestimmten Zeit durch andere, sich nach vorne schiebende Zähne ersetzt und fallen aus. Das Gift wird in Oberlippendrüsen gebildet und bei einem Biss in das Beutetier gespritzt. Das Gift kann entweder auf das zentrale Nervensystem (neurotoxisch) oder auf das Blut und Gewebe (hämotoxisch) des Opfers wirken, bei manchen Schlangenarten (z. B. der Gabunviper) auch beides. Neurotoxische Gifte wirken lähmend und schränken die Funktion der Atemorgane ein, was zum Erstickungstod führen kann. Hämotoxische Gifte greifen die Blutzellen und das Gewebe an.
Nach dem Angriff ziehen sich die meisten Schlangen zurück und warten, bis das Tier tot oder gelähmt ist. Beim Verschlingen gibt die Schlange noch mehrmals Gift in das Beutetier ab. Schlangengifte enthalten auch Enzyme, die zur Verdauung der Beute dienen.
Ein trockener Biss ist ein Biss, bei dem kein Gift injiziert wird.
Speikobras können zur Verteidigung ihr Gift dem Angreifer entgegenspritzen, wobei sie auf das Gesicht zielen. Auf intakter Haut wirkungslos, verursacht es in den Augen starke Schmerzen und eine Beeinträchtigung der Sehfähigkeit, wobei unbehandelt längerfristige Schäden bis hin zur Blindheit möglich sind. Es ähnelt in der Zusammensetzung den Giften anderer Giftnattern.

## Giftschlangen und Menschen
Zur Anzahl der weltweit jährlich durch Giftschlangen verursachten Todesfälle gibt es keine sicheren Angaben, eine Schätzung von 2008 gibt 21.000 bis 94.000 Todesfälle pro Jahr an. Andere Schätzungen gehen von 100.000 Todesfällen weltweit pro Jahr aus, weitere 300.000 Bissopfer erleiden teilweise chronische Schäden. Jährlich werden weltweit etwa 5 Millionen Menschen von Giftschlangen gebissen, meist Frauen, Kinder und Bauern in armen und ländlichen Gegenden der Tropen. Die Entwicklung von wirkungsvollen Seren hat dazu beigetragen, dass die Todesfälle zurückgegangen sind.
Des Weiteren wird Schlangengift häufig zu medizinischen Zwecken gebraucht, zum Beispiel zur Antikörperbildung und zur Bekämpfung von Viren.
Giftschlangen kommen auch als Heimtiere vor, wobei auf eine artgerechte Haltung zu achten ist. Eine nicht artgerechte Haltung ist für das Tier eine Qual.
In vielen Teilen der EU ist das Halten von giftigen Wildtieren behördlich genehmigungspflichtig. Fahrlässige Haltung kann zur Gefährdung der Mitmenschen führen. Ferner ist auch eine Erlaubnis des Vermieters erforderlich und ein Verstoß kann zur Beendigung des Mietverhältnisses führen.
Das nordrhein-westfälische Gifttiergesetz reglementiert seit dem 1. Januar 2021 die Haltung von Giftschlangenarten im engeren Sinne (Familien Viperidae, Atractaspididae und Elapidae) sowie aus der Familie der Nattern (Colubridae) alle Arten der Gattungen Boiga (Nachtbaumnattern), Dispholidus (Boomslang), Thelotornis (Baumnattern) und die Art Rhabdophis tigrinus (Tigernatter) einschließlich ihrer Unterarten und Kreuzungen.

## Systematik
Giftschlangen kommen in den folgenden Familien vor:
- Giftnattern (Elapidae) mit zwei Unterfamilien:
  - Giftnattern (Elapinae), zu denen z. B. die Mambas (Dendroaspis spp.), Kobras (Naja spp.), Kraits (Bungarus spp.) und die neuweltlichen Korallenottern (Micrurus spp.) gehören
  - Seeschlangen (Hydrophiinae), die zusammen mit den landlebenden australoasiatischen Giftnattern ein Taxon innerhalb der Elapidae bilden. Beispiele: Ruderschlangen (Hydrophis spp.), Plattschwänze (Laticauda spp.), Taipane (Oxyuranus spp0.), Braunschlangen (Pseudonaja spp.) und Tigerottern (Notechis spp.)

- Vipern (Viperidae) mit vier Unterfamilien:
  - Echte Vipern (Viperinae), in Mitteleuropa vertreten durch Kreuzotter (Vipera berus), Aspisviper (Vipera aspis) und Wiesenotter (Vipera ursinii). Weitere Gattungen sind z. B. die Puffottern (Bitis spp.) und die Sandrasselottern (Echis spp.)
  - Grubenottern (Crotalinae), in Amerika unter anderem vertreten durch die Klapperschlangen (Crotalus spp.), die Dreieckskopfottern (Agkistrodon spp.) und die Lanzenottern (Bothrops spp.), in Asien mit den Bambusottern (Trimeresurus spp.) oder den Halysottern (Gloydius spp.), in Afrika mit den Krötenvipern (Causus)
  - urtümlichen Vipern (Azemiopinae) aus Asien mit der Fea-Viper (Azemiops feae) und Azemiops kharini (Weißkopf-Fea-Viper) als einzige Vertreter ihrer Art

- Erdvipern (Atractaspididae), in der einige Gattungen bzw. Arten zusammengefasst werden, die zuvor anderen Familien zugeordnet waren, z. B. Muellers Erdviper (Micrelaps muelleri)

In der Familie der Nattern (Colubridae) finden sich einige Schlangen mit hinterständigen Furchengiftzähnen, die als Trugnattern bezeichnet werden, jedoch kein eigenes Taxon bilden. Während die Kapuzennattern (Macroprotodon sp.) oder die Katzennattern (Telescopus spp.), die auch in Südeuropa verbreitet sind, nur über ein schwaches Gift verfügen, können die afrikanische Boomslang (Dispholidus typus), die Lianennatter (Thelotornis kirtlandi) und die Mangroven-Nachtbaumnatter (Boiga dendrophila) dem Menschen gefährlich werden.

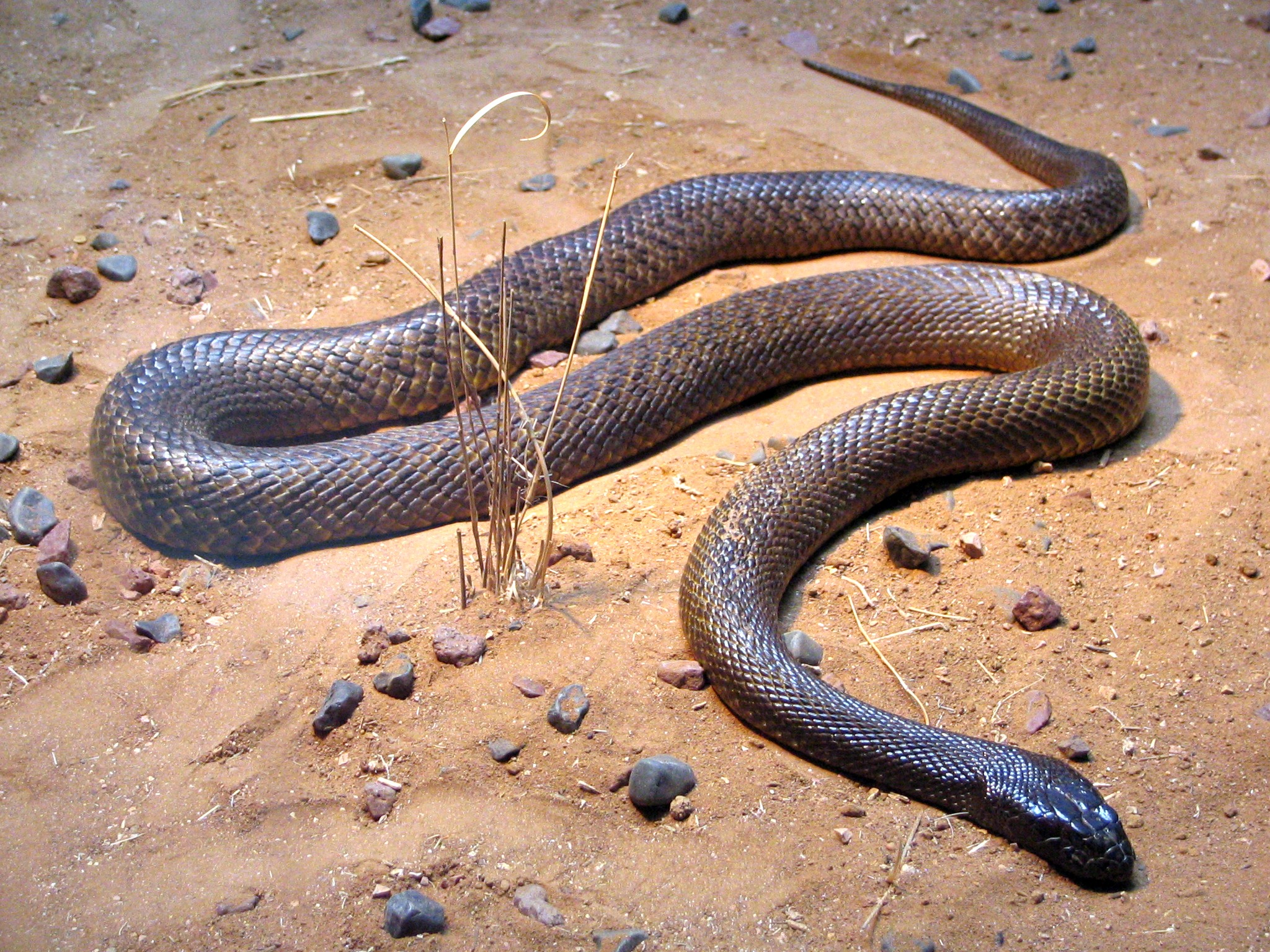
Der Inlandtaipan verfügt über das stärkste Gift aller Schlangen

## Rangfolge nach Stärke des Giftes
Die giftigsten Schlangen sind in Australien und im Meer (Seeschlangen) zu finden. Als Ort mit der höchsten Giftschlangendichte gilt die Insel Queimada Grande vor der Ostküste Brasiliens.
Die giftigste Schlange der Welt ist der in Australien beheimatete Inlandtaipan. Die bekanntesten Konkurrenten des Inlandtaipans um die Frage des potenteren Giftes sind die Schnabelseeschlange (Enhydrina schistosa) und Dubois’ Seeschlange (Aipysurus duboisii). Allerdings liegt der LD50-Wert der Schnabelseeschlange bei knapp über 0,1 mg/kg, während Dubois’ Seeschlange 0,044 mg/kg erreicht.
Bei der (ebenfalls in Australien heimischen) Östlichen Braunschlange (Pseudonaja textilis) wurde ein LD50-Wert von etwa 0,037 mg/kg ermittelt.
| Wissenschaftlicher Name  | Deutscher Name         | subkutan mg/kg | intravenös mg/kg | intraperitoneal mg/kg |
| ------------------------ | ---------------------- | -------------- | ---------------- | --------------------- |
| Oxyuranus microlepidotus | Inlandtaipan           | 0,0250         |                  |                       |
| Pseudonaja textilis      | Östliche Braunschlange | 0,0365         |                  |                       |
| Aispysurus duboisii      | Dubois’ Seeschlange    | 0,0440         |                  |                       |
| Oxyuranus scutellatus    | Taipan                 | 0,1060         |                  |                       |
| Bungarus multicinctus    | Vielbindenbungar       | 0,1080         | 0,113            | 0,08                  |
| Boulengerina christyi    | Kongo-Wasserkobra      | 0,1200         |                  |                       |
| ...                      |                        |                |                  |                       |
| Dendroaspis polylepis    | Schwarze Mamba         | 0,195          |                  |                       |
| ...                      |                        |                |                  |                       |
| Ophiophagus hannah       | Königskobra            | 1,350          | 1,250            | 1,645                 |
| ...                      |                        |                |                  |                       |
| Vipera berus             | Kreuzotter             | 6,450          | 0,550            |                       |

Hierbei ist zu beachten, dass die Ergebnisse solcher Messungen sich je nach Tier und Messart anders ergeben. Die hier dargestellten Ergebnisse sind daher nicht absolut.